# Cannonball (chanson de The Breeders)
Pour les articles homonymes, voir Cannonball.
 (octobre 2021).
La mise en forme du texte ne suit pas les recommandations de Wikipédia : il faut le « wikifier ».
Les points d'amélioration suivants sont les cas les plus fréquents. Le détail des points à revoir est peut-être précisé sur la page de discussion.
- Les titres sont pré-formatés par le logiciel. Ils ne sont ni en capitales, ni en gras.
- Le texte ne doit pas être écrit en capitales (les noms de famille non plus), ni en gras, ni en italique, ni en « petit »…
- Le gras n'est utilisé que pour surligner le titre de l'article dans l'introduction, une seule fois.
- L'italique est rarement utilisé : mots en langue étrangère, titres d'œuvres, noms de bateaux, etc.
- Les citations ne sont pas en italique mais en corps de texte normal. Elles sont entourées par des guillemets français : « et ».
- Les listes à puces sont à éviter, des paragraphes rédigés étant largement préférés. Les tableaux sont à réserver à la présentation de données structurées (résultats, etc.).
- Les appels de note de bas de page (petits chiffres en exposant, introduits par l'outil «  Source ») sont à placer entre la fin de phrase et le point final[comme ça].
- Les liens internes (vers d'autres articles de Wikipédia) sont à choisir avec parcimonie. Créez des liens vers des articles approfondissant le sujet. Les termes génériques sans rapport avec le sujet sont à éviter, ainsi que les répétitions de liens vers un même terme.
- Les liens externes sont à placer uniquement dans une section « Liens externes », à la fin de l'article. Ces liens sont à choisir avec parcimonie suivant les règles définies. Si un lien sert de source à l'article, son insertion dans le texte est à faire par les notes de bas de page.
- La présentation des références doit suivre les conventions bibliographiques. Il est recommandé d'utiliser les modèles {{Ouvrage}}, {{Chapitre}}, {{Article}}, {{Lien web}} et/ou {{Bibliographie}}. Le mode d'édition visuel peut mettre en forme automatiquement les références.
- Insérer une infobox (cadre d'informations à droite) n'est pas obligatoire pour parachever la mise en page.

Pour une aide détaillée, merci de consulter Aide:Wikification.
Si vous pensez que ces points ont été résolus, vous pouvez retirer ce bandeau et améliorer la mise en forme d'un autre article.
Singles de The Breeders
Divine Hammer
(1993)
Cannonball est une chanson du groupe américain The Breeders issue de leur album Last Splash sorti en 1993. Elle est sortie en single le 9 août 1993 et a atteint la 44e position au Billboard Hot 100 américain et la 40e position au UK Singles Chart. Elle est sortie en novembre 1993 en France, où elle est restée classée pendant 30 semaines dans le Top 50, culminant à la 8e position.
Les revues de fin d'année de NME, de Melody Maker et de The Village Voice ' Pazz & Jop ont nommé Cannonball « meilleur single de l'année 1993 ».
En mai 2007, le magazine NME l'a placée en 22e position de sa liste des « 50 plus grands hymnes indie de tous les temps ». Elle s'est classée no 83 dans les « 100 plus grandes chansons des années 90 » de VH1. En septembre 2010, Pitchfork Media a placé la chanson au no 22 de leur « Top 200 Tracks of the 90s ». En septembre 2021, Cannonball a été classée 489e sur la liste mise à jour des « 500 plus grandes chansons de tous les temps » de Rolling Stone.

## Certifications et ventes
| Pays   | Attestation | Date             | Ventes certifiées |
| ------ | ----------- | ---------------- | ----------------- |
| France | Argent      | 21 décembre 1994 | 125 000           |